# کی‌جی موبیلیتی

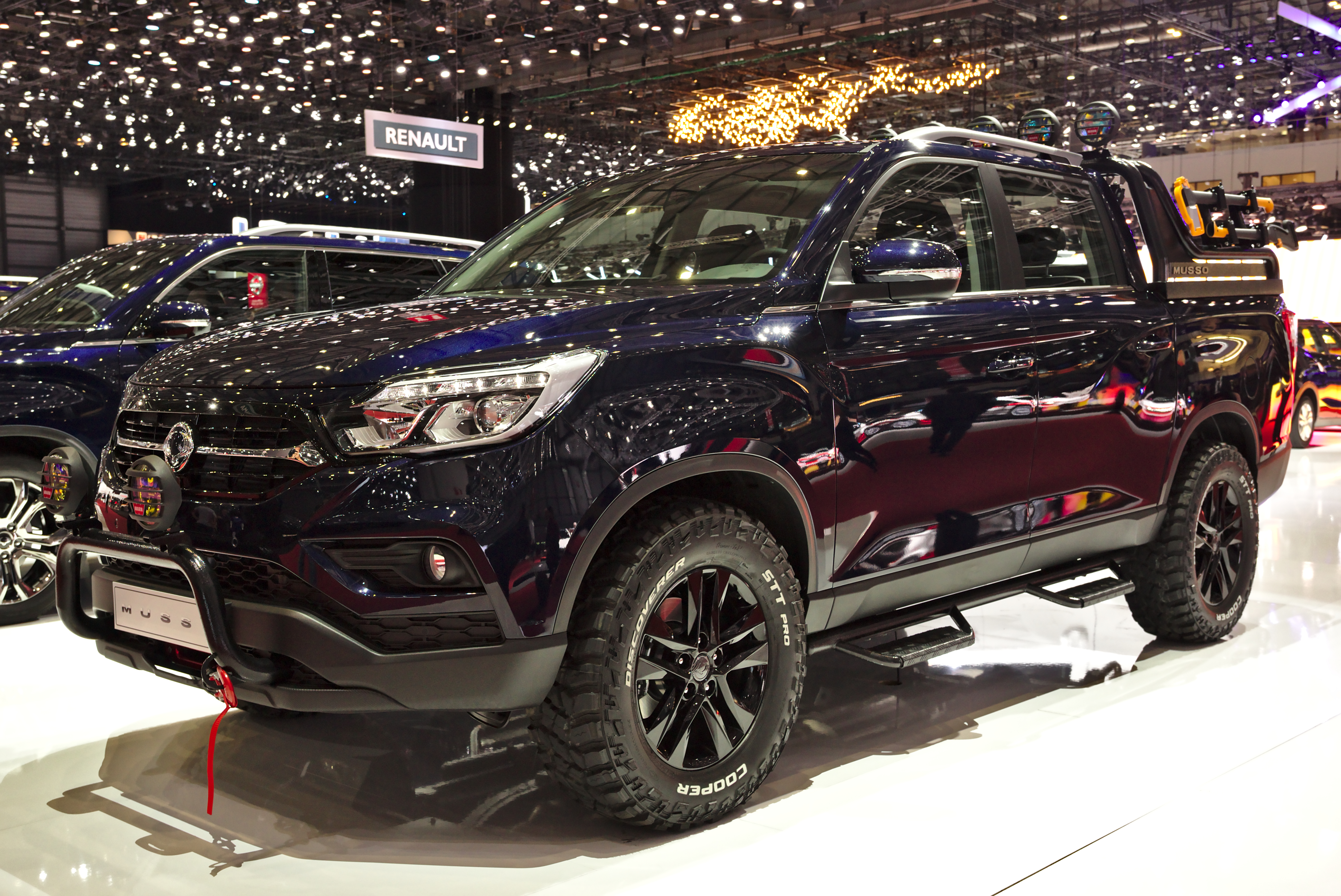
سانگ‌یانگ موسو در نمایشگاه خودرو ژنو ۲۰۱۸

کی‌جی موبیلیتی کورپوریشن (به کره‌ای: 케이지모빌리티 주식회사) شرکت خودروسازی کره‌ای است. این شرکت در پی خریداری توسط کی‌جی گروپ، در واقع به تولیدکننده اولیه خود که در سال ۱۹۵۴ تأسیس شده بود، بازگشت.
به دنبال خرید این شرکت در سال ۱۹۸۶ توسط گروه چبول سانگ‌یانگ گروپ، در سال ۱۹۸۸ به شرکت سانگ یانگ موتور (SsangYong Motor Company) تغییر نام یافت. سانگ یانگ موتور سپس توسط دوو موتورز، سایک موتور و سپس ماهیندرا خریداری شد. در سال ۲۰۲۲، این شرکت توسط کی‌جی گروپ خریداری شد و نام کنونی خود را در مارس ۲۰۲۳ برگزید.
تمرکز اصلی شرکت بر خودروهای شاسی‌بلند (SUV) و کراس‌اوور است و در حال آماده‌سازی برای انتقال به خودروهای برقی است.

## تاریخچه
ریشه‌های تأسیس شرکت سانگ‌یانگ به سال ۱۹۶۳ بازمی‌گردد، که شرکت ها دانگ-هاون (تأسیس ۱۹۵۴) و شرکت دانگ بنگ (تأسیس ۱۹۶۲) با یکدیگر ادغام شدند و شرکت جدید تحت نام ها دانگ-هاون تأسیس گردید.
در سال ۱۹۶۴، شرکت خودروسازی هادانگ هاون مونتاژ خودروهای جیپ، همچنین تولید انواع اتوبوس و کامیون را برای نیروی زمینی ایالات متحده آمریکا آغاز کرد. این شرکت از سال ۱۹۷۶ انواع خودروهای ویژه را نیز به خط تولید کارخانجات خود اضافه کرد. در ۱۹۷۷، نام شرکت به دانگ-ای موتور تغییر یافت و در سال ۱۹۸۶ این شرکت توسط گروه تجاری سانگ‌یانگ خریداری شد، که در پی آن به سانگ‌یانگ تغییر نام پیدا کرد.
در ۱۹۹۱ شرکت سانگ‌یانگ مشارکت فنی خود را با شرکت دایملر-بنز آغاز نمود. در سال ۱۹۹۷ شرکت دوو موتورز این شرکت را از گروه سانگ‌یانگ خریداری کرد. در فوریه ۲۰۱۰ شرکت دوو موتورز ۷۰٪ درصد از سهام سانگ یانگ را به ارزش ۴۷۰ میلیون دلار به شرکت هندی ماهیندرا واگذار کرد و تا پیش از خریداری توسط کی‌جی موبیلیتی، به‌عنوان زیرمجموعه‌ای از این شرکت هندی فعالیت می‌کرد.

### نگارخانه

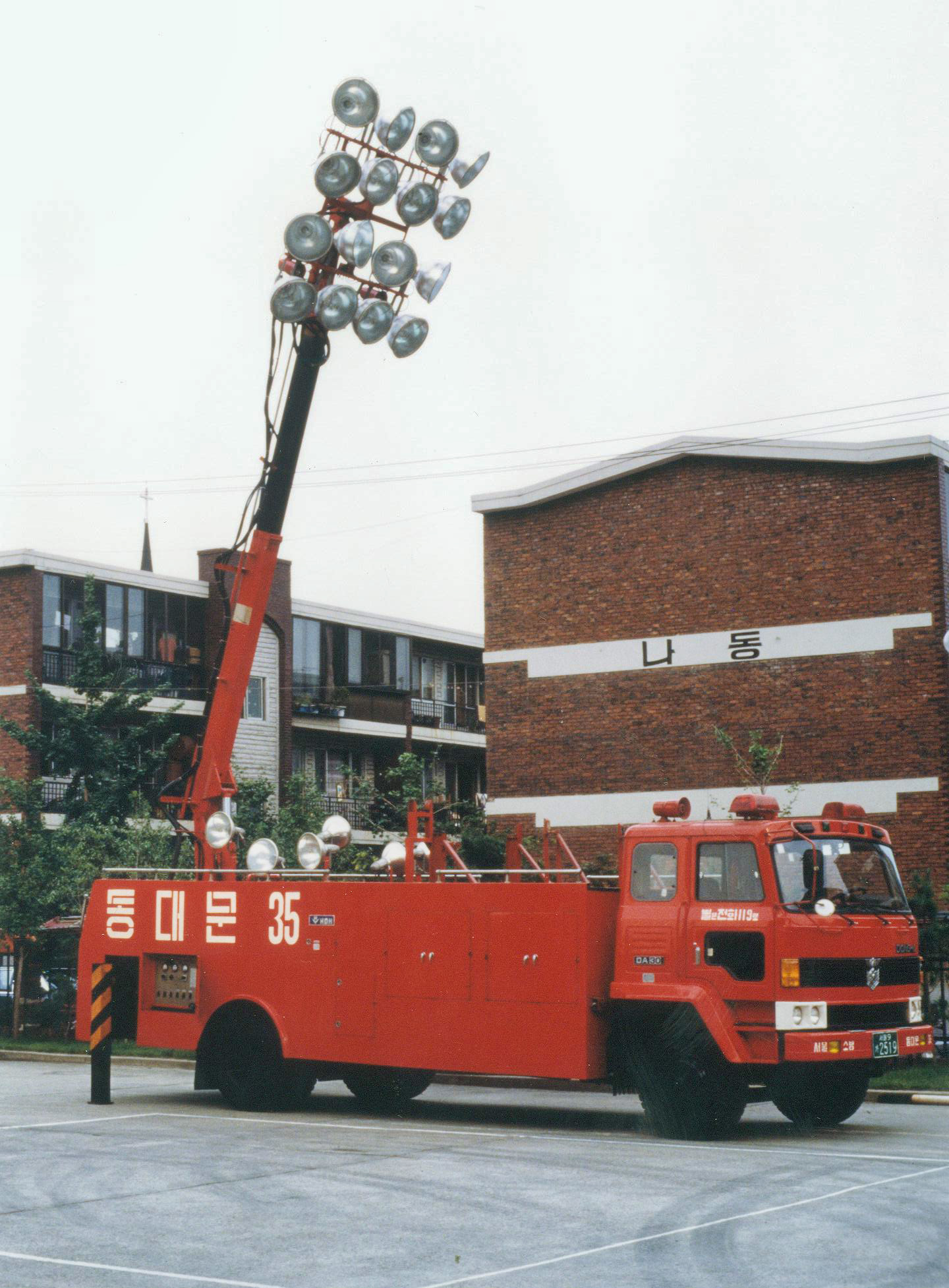
"دونگ-د -۳۰" با بدن هان دونگ-هوان

### سانگ‌یانگ موتور (۱۹۸۶ تا کنون)
پس از Dong-A موتور این شرکت توسط سانگ یانگ به کسب و کار گروه گرفته شد، Dong-A موتور در سال ۱۹۸۸ نام خود را به سانگ یانگ موتور تغییر داد. در سال ۱۹۸۷ یک شرکت انگلیسی به نام پنتر وست‌ویندز سهامدار اصلی سانگ‌یانگ شد و آغازگر همکاری نزدیک آن با مرسدس بنز در سال ۱۹۹۳ شد. سانگ‌یانگ در سال ۱۹۹۷ به غول صنعتی آن دوران کره جنوبی، شرکت دوو فروخته شد.

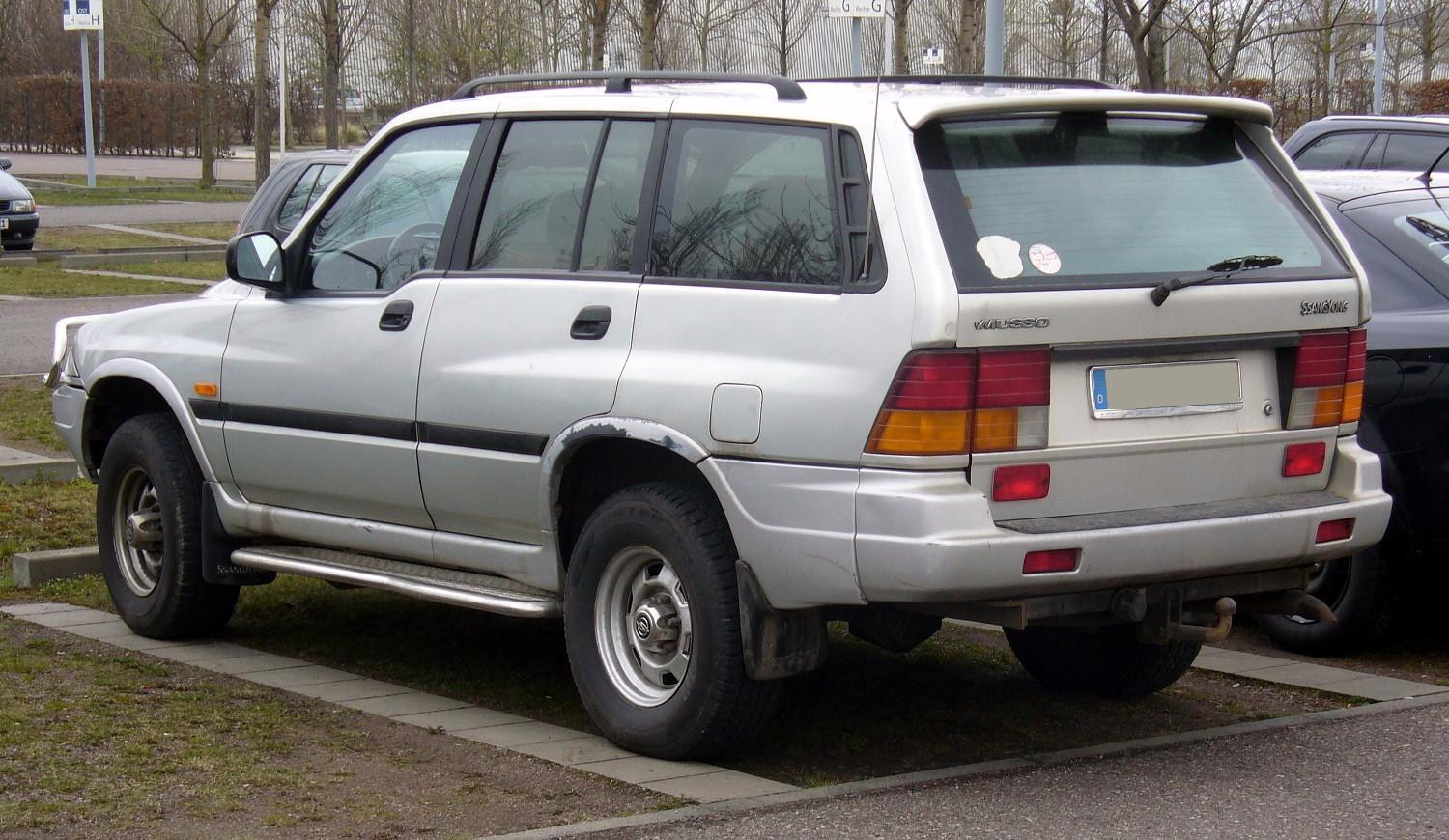
سانگ‌یانگ موسو نتیجه همکاری بین سانگ یانگ و دایملر-بنز بود

در سال ۱۹۹۱ سانگ یانگ مشارکت فناوری را با دایملر-بنز آغاز کرد. این قرارداد برای سانگ یانگ باعث توسعه و ساخت یک اس‌یووی با تکنولوژی مرسدس بنز شد. این مشارکت ظاهراً اجازه داد تا سانگ‌یانگ در بازارهای جدید بدون نیاز به ساختن زیرساخت‌های خود (با استفاده از شبکه‌های موجود مرسدس بنز) بتواند جایگاه خود را به‌دست‌آورد،نتیجه اینکار باعث ساخت و طراحی موسو شد. موسو که اولین بار توسط مرسدس بنز و بعد توسط سانگ یانگ فروخته شد.
سانگ یانگ از این اتحاد تا زمانی که دایملر-بنز متوقف فروش موسو شد، و سانگ یانگ موتور با استفاده از طرح‌های دایملر در بسیاری از مدل‌های دیگر، از جمله نسل دوم کوراندو (موتور و گیربکس)، رکستون (موتور و گیربکس)، چیرمن (شاسی و موتور-گیربکس) و همچنین کایرون (موتور و گیربکس) باعث شد تا در بازار جایگاه خاصی پیدا کند.
سانگ‌یانگ در سال ۱۹۹۷ به غول صنعتی آن دوران کره جنوبی، شرکت دوو فروخته شد. اما در نهایت با ورشکستگی دوو در سال ۱۹۹۹، طراحی و تولید خودرو در آن توقف یافت تا اینکه با حضور قدرت بزرگ خودروسازی هند، شرکت تاتاموتورز در دوو، سانگ یانگ هم جان تازه‌ای گرفت و با مدل‌های رکستون و کایرون در حدود سال‌های ۲۰۰۲ به بازار جهانی بازگشت. سرانجام در سال ۲۰۱۱، حدود ۷۰ درصد سهام سانگ یانگ به خودروساز بزرگ هند، ماهیندرا فروخته شد و از آن زمان تاکنون مبدل به چهارمین خودرو ساز کره جنوبی با تولید بیش از ۱۲۰ هزار دستگاه در سال شده است.

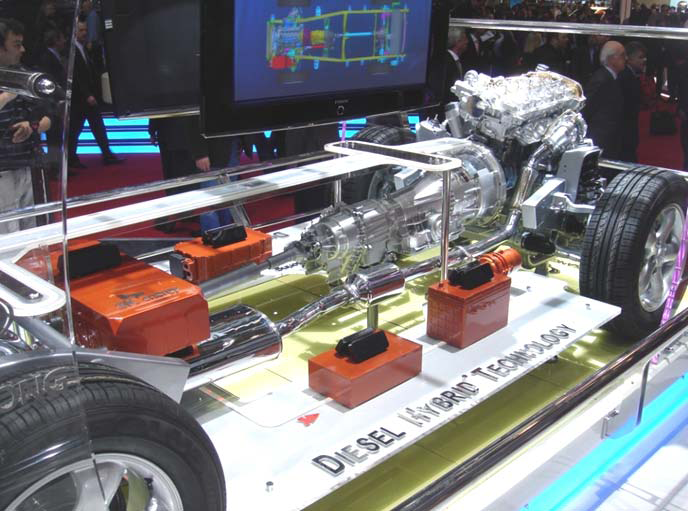
تکنولوژی هیبرید شرکت سانگ‌یانگ.

در سال ۲۰۱۰، خودروی داوو موتور توسط جنرال موتورز کاهش یافت. شریک تجاری مدت‌هاست که قرارداد خود را با شرکت موتور سانگ‌یانگ امضا کرده است تا وسایل نقلیه جدیدی را برای فروش (به ویژه رودیوس، چیرمن W و چیرمن H) با پرداخت ۲۰٬۰۰۰٬۰۰۰٬۰۰۰ ₩ (۱۷٫۶ میلیون دلار) به سازنده خودرو بفروشد بازیابی از ورشکستگی معامله غیر منحصر به فرد است، به این معنی است که سانگ‌یانگ همچنین از طریق نمایندگی‌های خصوصی خودرو را به فروش می‌رساند

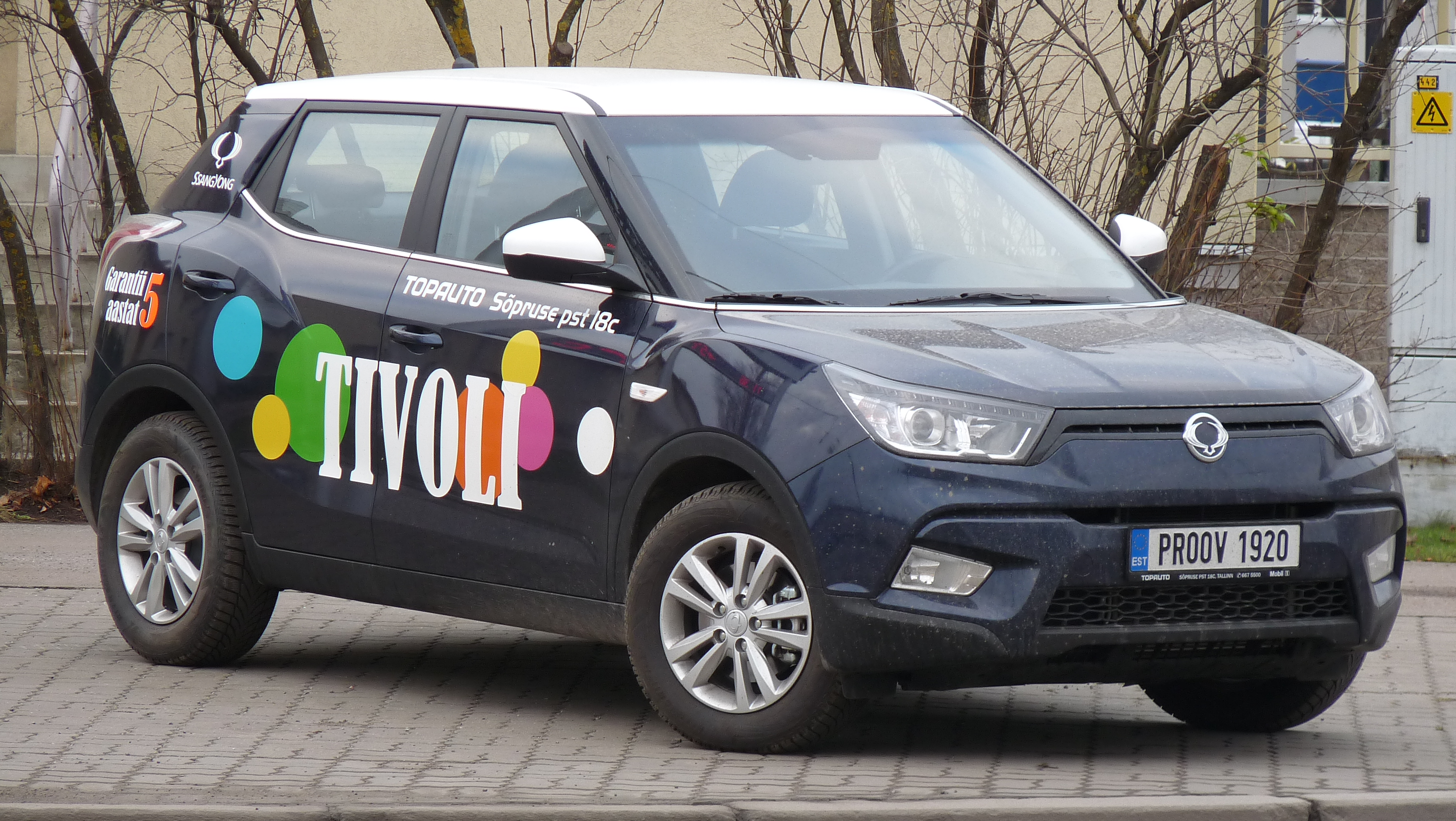
تیوولی اولین مدل جدید سانگ‌یانگ تحت مالکیت ماهیندرا است

## سانگ یانگ در بازار ایران
موسو، چیرمن، اکتیون، کوراندو، رکستون، کایرون و اخیراً تیوولی، نیوکوراندو و نسل چهارم رکستون G4 خودروهای نام آشنای این شرکت هستند که در سال‌های مختلف در بازار کشور عرضه شده‌اند و با استقبال مناسب مصرف‌کننده ایرانی مواجه شده‌اند.
شرکت صنعتی تولیدی مرتب از بهمن ماه سال ۱۳۸۱ واردات و مونتاژ خودرو موسو را که خودرویی مدرن و مجهز به سیستم‌های پیشرفته و دارای استانداردهای جهانی است در دو تیپ E32 با موتور شش سیلندر مازراتی و گیربکس اتوماتیک و و دیگر E23 با موتور چهار سیلندر بنتلی و گیربکس و کمک غیر اتوماتیک شروع نموده و به بازار عرضه نموده است.
گروه صنعتی رامک خودرو از سال ۱۳۸۴ به عنوان نمایندگی رسمی سانگ یانگ در ایران واردات و پشتیبانی محصولات این شرکت را بر عهده دارد. این شرکت در واقع یک گروه تولیدی-تجاری است که در بخش تجاری واردات و پشتیبانی محصولات سانگ یانگ و در بخش تولید به مونتاژ و عرضه اتوبوس و مینی بوس می‌پردازد.
در سال ۱۳۹۶ رشد ۵/۵ برابری واردات سانگ یانگ به کشور توسط گمرک گزارش شده است و این شرکت پنجمین برند از نظر حجم واردات خودرو به کشور بوده است. در این میان تیوولی نیز بیشترین آمار واردات سانگ یانگ را با خود داشته جزو ۵ خودروی پر فروش این سال می‌باشد. دلیل این موضوع را باید عرضه این خودرو در رده قیمتی دانست که بیشتر خودروهای چینی در آن حضور دارند و این خودروی کره ای توانسته با برند و امکانات فنی و شاخص‌های ایمنی بهتر نسبت به رقبا یکه‌تاز باشد.
شرکت رامک یدک زیرمجموعه گروه صنعتی رامک خودرو وظیفه پشتیبانی تولیدات این مجموعه و خدمات پس از فروش آن‌ها را بر عهده دارد و با قریب به ۴۵ مرکز خدمات رسانی در سراسر کشور به ارائه خدمات می‌پردازد.
شرکت بازرسی کیفیت و استاندارد ایران رتبه نهم میزان رضایتمندی از خدمات پس ار فروش را به این شرکت داده است که این موضوع پس از ارزیابی‌های متعدد برای رتبه‌بندی شرکت‌های واردکننده خودرو صورت گرفته است.

## امکانات

### دفاتر
- دفتر مرکزی - دفتر مرکزی واقع در پیونگتائک، کره جنوبی. مرکز تحقیق و توسعه، مرکز طراحی و سایر ادارات در دفتر پیونگتائک واقع شده است.
- دفتر سئول - اداره تحت دفتر مرکزی در شهر سئول و منطقه یئوکسام-دونگ واقع شده است.

### کارخانه‌ها
- کارخانه پیونگتائک - کارخانه اصلی. محدوده کامل تولید می‌کند.
- کارخانه چانگ‌وون - کارخانه موتور و قطعات.

## تولیدات کنونی
| نام مدل     | سال‌های تولید | توضیحات                                                                      | تصویر  |
| اس‌یووی      | اس‌یووی       | اس‌یووی                                                                       | اس‌یووی |
| ----------- | ------------ | ---------------------------------------------------------------------------- | ------ |
| رکستون G4   | ۲۰۰۱–تاکنون  | نسل دوم (Y400)؛ همچنین در بعضی از بازارها به عنوان G4 Rexton شناخته می‌شود.   |        |
| تیوولیXLV   | ۲۰۱۶-اکنون   | نسخه پیشرفته Tivoli؛ همچنین به عنوان Tivoli Air در کره جنوبی شناخته می‌شود.   |        |
| تیوولی      | ۲۰۱۵–تاکنون  | اولین مدل جدید سانگ یانگ تحت مالکیت ماهیندرا                                 |        |
| نیو کوراندو | ۱۹۸۳–تاکنون  | جایگزین کوراندو اولد، در اواخر سال ۲۰۱۰ احیا شد.                             |        |
| وانت        |              |                                                                              |        |
| موسو (وانت) | ۲۰۱۸–تاکنون  | جایگزین اکتیون وانت؛ همچنین به عنوان رکستون اسپرت در کره جنوبی شناخته می‌شود. |        |
| ون خودرو    |              |                                                                              |        |
| رودیوس      | ۲۰۰۴–تاکنون  | همچنین به عنوان کوراندو توریسمو در کره جنوبی شناخته می‌شود.                   |        |

## تولیدات پیشین
| نام مدل                | سال‌های تولید          | توضیحات                                   | تصویر  |
| اس‌یووی                 | اس‌یووی                | اس‌یووی                                    | اس‌یووی |
| ---------------------- | --------------------- | ----------------------------------------- | ------ |
| سانگ‌یانگ اکتیون        | ۲۰۰۶–تاکنون           | جایگزین مدل قدیمی سانگ‌یانگ کوراندو        |        |
| سانگ‌یانگ رکستون W      | ۲۰۰۶–تاکنون           | جایگزین سانگ‌یانگ رکستون ۲                 |        |
| سانگ‌یانگ کایرون        | ۲۰۰۵–تاکنون           | اولین مدل سانگ‌یانگ تحت مالکیت SAIC        |        |
| سانگ‌یانگ رکستون        | ۲۰۰۱–۲۰۰۵             | جایگزین سانگ‌یانگ موسو و سانگ‌یانگ رکستون ۲ |        |
| سانگ‌یانگ موسو          | ۱۹۹۳–۲۰۰۵             | جایگزین سنگ‌یانگ کایرون                    |        |
| سانگ‌یانگ کوراندو       | ۱۹۸۳–۲۰۰۶ ۲۰۱۰–تاکنون |                                           |        |
| سنگ‌یانگ تروپر          | ۱۹۸۸–۱۹۹۵             | بر پایه ایسوزو تروپر                      |        |
| وانت                   |                       |                                           |        |
| سانگ‌یانگ اکتیون اسپورت | ۲۰۰۶–تاکنون           | جایگزین سانگ‌یانگ موسو اسپورت              |        |
| سانگ‌یانگ موسو اسپورت   | ۲۰۰۲–۲۰۰۵             | جایگزین توسط سانگ‌یانگ اکتیون اسپورت       |        |
| ون (خودرو)             |                       |                                           |        |
| سانگ یانگ رودیوس       | ۲۰۰۴–تاکنون           |                                           |        |
| سانگ‌یانگ ایستانا       | ۱۹۹۵–۲۰۰۳             | تحت لیسانس مرسدس-بنز ام‌بی۱۰۰              |        |
| خودروی لوکس            |                       |                                           |        |
| سانگ‌یانگ چیرمن دبلیو   | ۲۰۰۸–تاکنون           | فروش به همراه سانگ‌یانگ چیرمن اچ           |        |
| سانگ‌یانگ چیرمن         | ۱۹۹۷–۲۰۱۱             | بر پایه مرسدس-بنز دبلیو۱۲۴                |        |
| سانگ‌یانگ کالیستا       | ۱۹۹۲                  | جایگزین کالیستا پنترا                     |        |
| کامیون و اتوبوس        |                       |                                           |        |
| سانگ‌یانگ دی‌ای تراک     |                       | بر پایه نیسان دیزل تراک                   |        |
| سانگ‌یانگ اس‌وای تراک    |                       | بر پایه مرسدس-بنز تراکس                   |        |
| سانگ‌یانگ ترنس استار    |                       |                                           |        |